# Принцесса из страны фарфора
«Розовое и серебряное: Принцесса из страны фарфора» (англ. Rose and Silver: The Princess from the Land of Porcelain; фр. La Princesse du pays de la porcelaine; более известная как «Принцесса из страны фарфора») — картина американского художника Джеймса Уистлера, написанная между 1863 и 1865 годами. В настоящее время висит над камином в «Павлиньей комнате» в галерее искусств Фрира в Вашингтоне, США.

## Описание
На картине изображена красивая женщина в ханьфу, традиционной китайской одежде, стоящая среди различных предметов из Китая и Японии, таких как коврик, японская ширма и китайский фарфор. В руке она держит веер и «задумчиво» смотрит на зрителя. Картина написана в импрессионистской манере. Багет картины выполнен в «азиатском» стиле, — со взаимосвязанными кругами и прямоугольниками.
Айко Окамото-Макфалл, профессор из Индианского университета в Блумингтоне, отмечала, что Уистлер в то время, когда писал «Принцессу», часто использовал большое количество золотого цвета, как, например, в картине «Каприз в пурпурном и золотом № 2: Золотой экран». Но, хотя сама картина не включает в себя никаких оттенков золота, во время выставки в доме британского судоходного магната Фредерика Лейланда, интерьер выставочной комнаты был выполнен в золотом и синем цветах.

## Создание

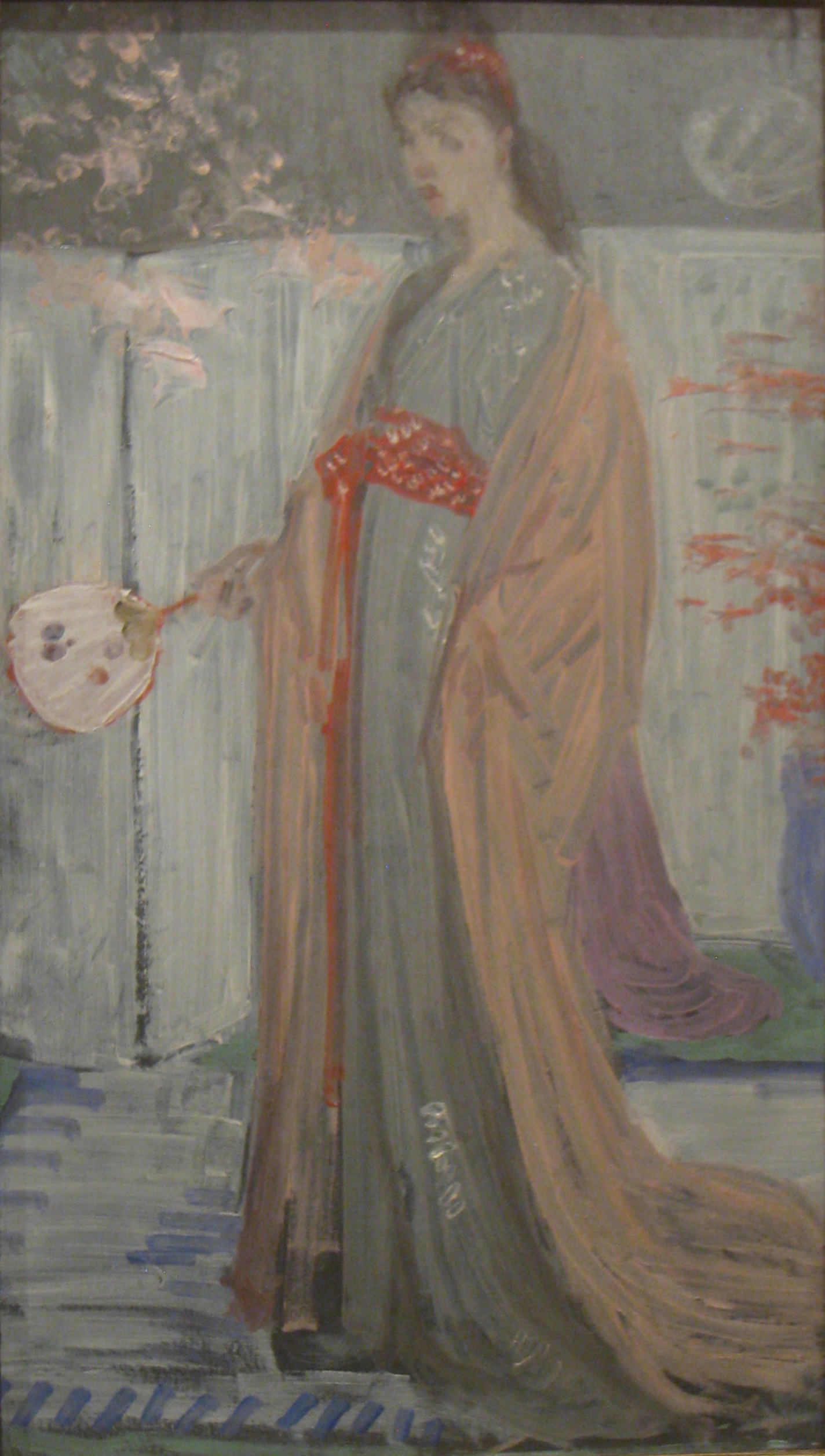
Эскиз Уистлера с изображением цветов, которые были позже удалены

«Принцесса» была написана между 1863 и 1865 годами. Натурщицей для неё стала Кристина Спартали — сестра художницы Марии Спартали Стиллман. Оуэн Эдвардс, автор журнала Smithsonian, описывает Спартали как «англо-греческую красавицу, которую желали написать все художники того времени». В процессе подготовки, Уистлер экспериментировал с предметами в обстановке. На сохранившемся подготовительном эскизе к этой работе изображены цветы, которые впоследствии были исключены художником.
Белая японская ширма на заднем плане, возможно, принадлежала самому художнику. «Принцесса» — одна из нескольких работ Уистлера, написанных в этот период, которые изображают западную женщину в восточной одежде и обстановке.

## История
Когда портрет был закончен, отец Спартали отказался купить его, а крупная подпись Уистлера заставила другого потенциального покупателя так же отказаться от покупки. Это, возможно, привело Уистлера к изменению своей подписи, и созданию новой — в стиле бабочки.
Последующая история картины довольно туманна. В 1865 году «Принцесса» была выставлена на Парижском салоне, а на следующий год во французской галерее Гамбара в Лондоне. Так как Уистлер в то время был в Южной Америке, после окончания выставки картину забрал его друг Данте Россетти. Позже картина была продана то ли Россетти, то ли Джоанной Хиффернан, — музой и возлюбленной Уистлера, неизвестному коллекционеру, предположительно Фредерику Хуту. Но уже в 1867 году «Принцесса» была возвращена автору.
Несколько лет спустя портрет был куплен Лейландом. Он выставил «Принцессу» в столовой, заполненной керамикой эпохи Канси, но был недоволен оформлением комнаты, выполненным художником Томасом Джекиллом. Уистлер предложил Лейленду изменить цвет комнаты, чтобы лучшим образом подчеркнуть его новое приобретение. Поскольку Джекилл был болен, переоформление комнаты, которая позже получила название «Павлиньей», было сделано самим Уистлером. Однако изменения Уистлера были более радикальными, чем хотел Лейланд, что привело к ссоре между ними.
В 1892 году, после смерти Лейленда, «Принцесса» была продана на аукционе Кристис в Лондоне арт-дилеру Александру Рейду. Пару лет спустя картину купил коллекционер Уильям Буррелл. 20 августа 1903 года «Принцесса» была приобретена Чарльзом Фриром под названием «Принцесса фарфора» за 3750 фунтов стерлингов (18 240 долларов США). Сначала он хранил её в своём доме в Детройте в Мичигане. Но в следующем году он приобрёл всю «Павлинью комнату», которую перевёз из Англии в США, и картина заняла своё прежнее место — над камином. В 1906 году Фрир пожертвовал оба произведения искусства Смитсоновскому институту.

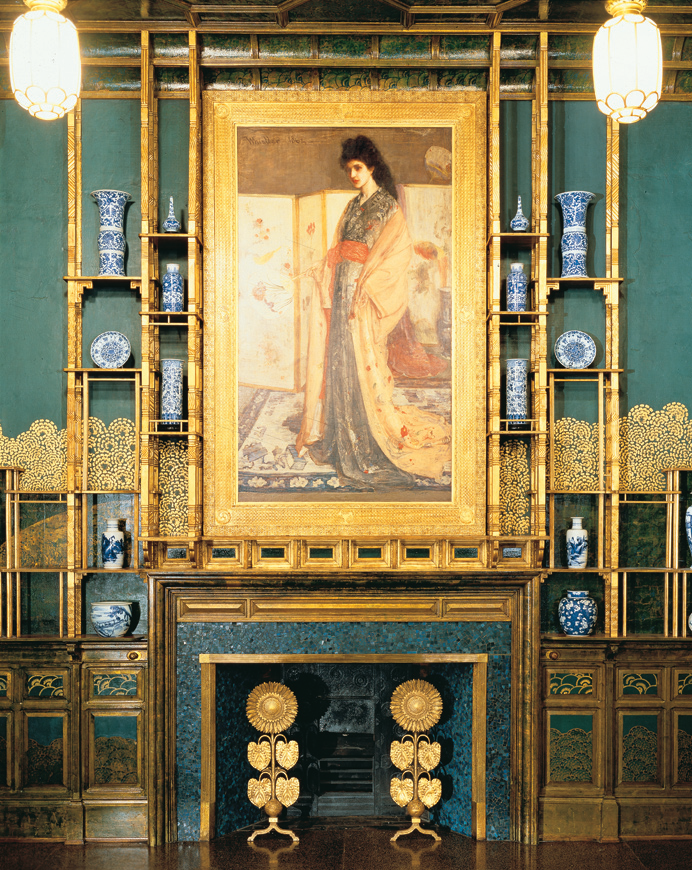
Принцесса, висит над камином в Павлиньей комнате,галерея Фрира

После смерти Фрира в 1919 году «Принцесса» и «Павлинья комната» были перемещены в Галерею искусств Фрира в Вашингтоне, округ Колумбия, в Смитсоновский музей. «Принцессу» по-прежнему выставляют «Павлиньей комнате», подвешенной над камином среди восточной керамики.
В 2011 году «Принцесса» была оцифрована с разрешением более 1 гигапикселя для проекта Google Art.

## Влияния
Критики увидели влияние японского мастера по изготовлению ксилографии Китагавы Утамаро, а также элементы шинуазри — использование мотивов и стилистических приёмов средневекового китайского искусства в европейской живописи.

## Критика
В обзоре Парижского салона 1865 года писатель и художник Гюстав Ваттье писал, что картина не была готова к показу, говоря, что даже «дыхание ребёнка может смести её». Он также не согласился с утверждением, что Уистлер писал с натуры, высказавшись, что картина была не чем иным, как «прихотью и фантазией».
В своей докторской диссертации Кэролайн Олдер из Калифорнийского университета написала, что, если картину рассматривать без рамки, то она выглядит как слегка обрезанная, небрежно сделанная фотография, которая может раствориться в «Павлиньей комнате». Тем не менее, вместе с рамой, картина является «эстетическим, явно существующим, объектом» в детально декорированной комнате.

### Комментарии
1. ↑  Original: "... un soufle [sic] d'enfant la renverserait."
2. ↑  Original: "... que du caprice et de la fantaisie."